# Alphabet arabe swahili

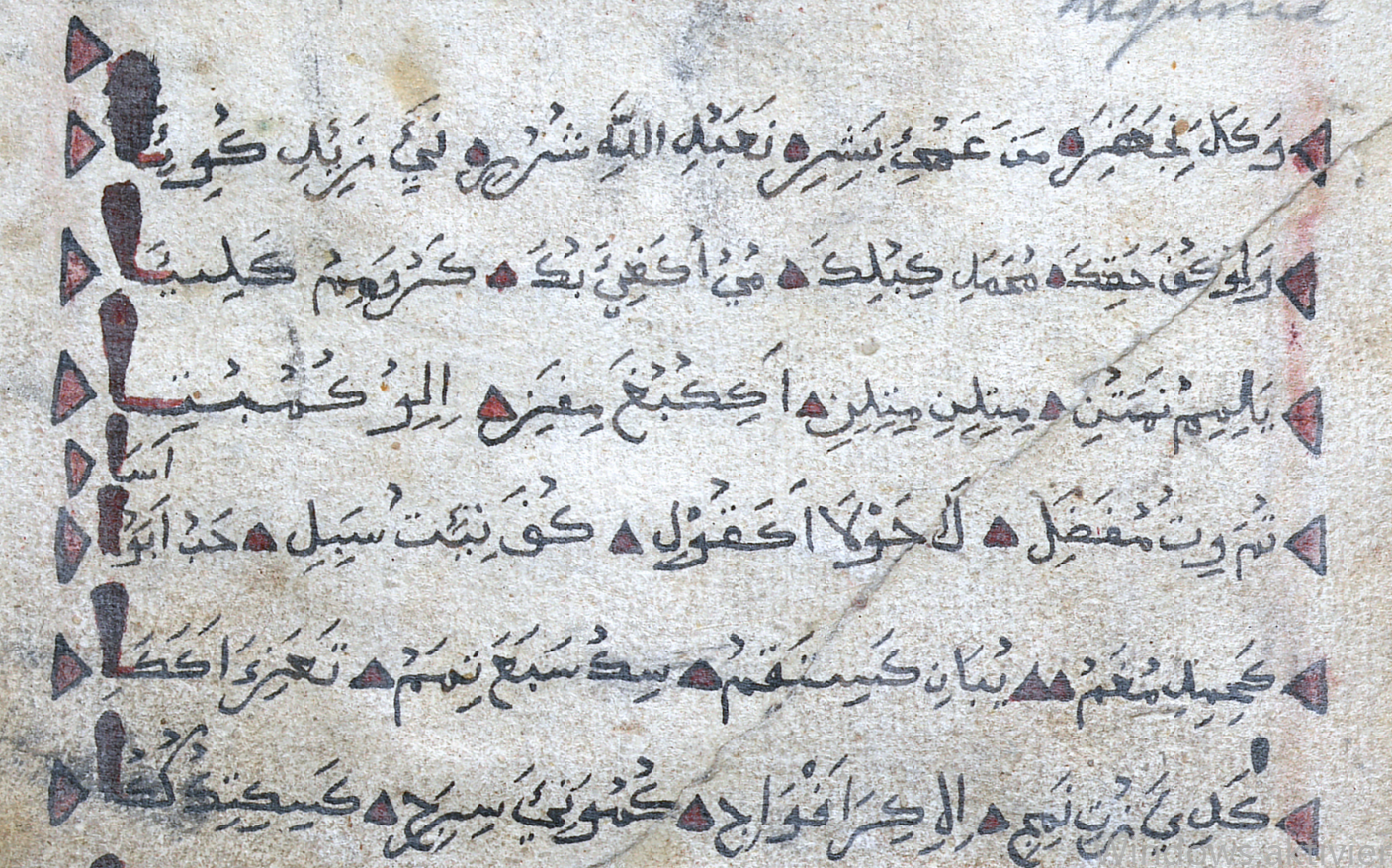
Les premières lignes d’Utendi wa Tambuka.

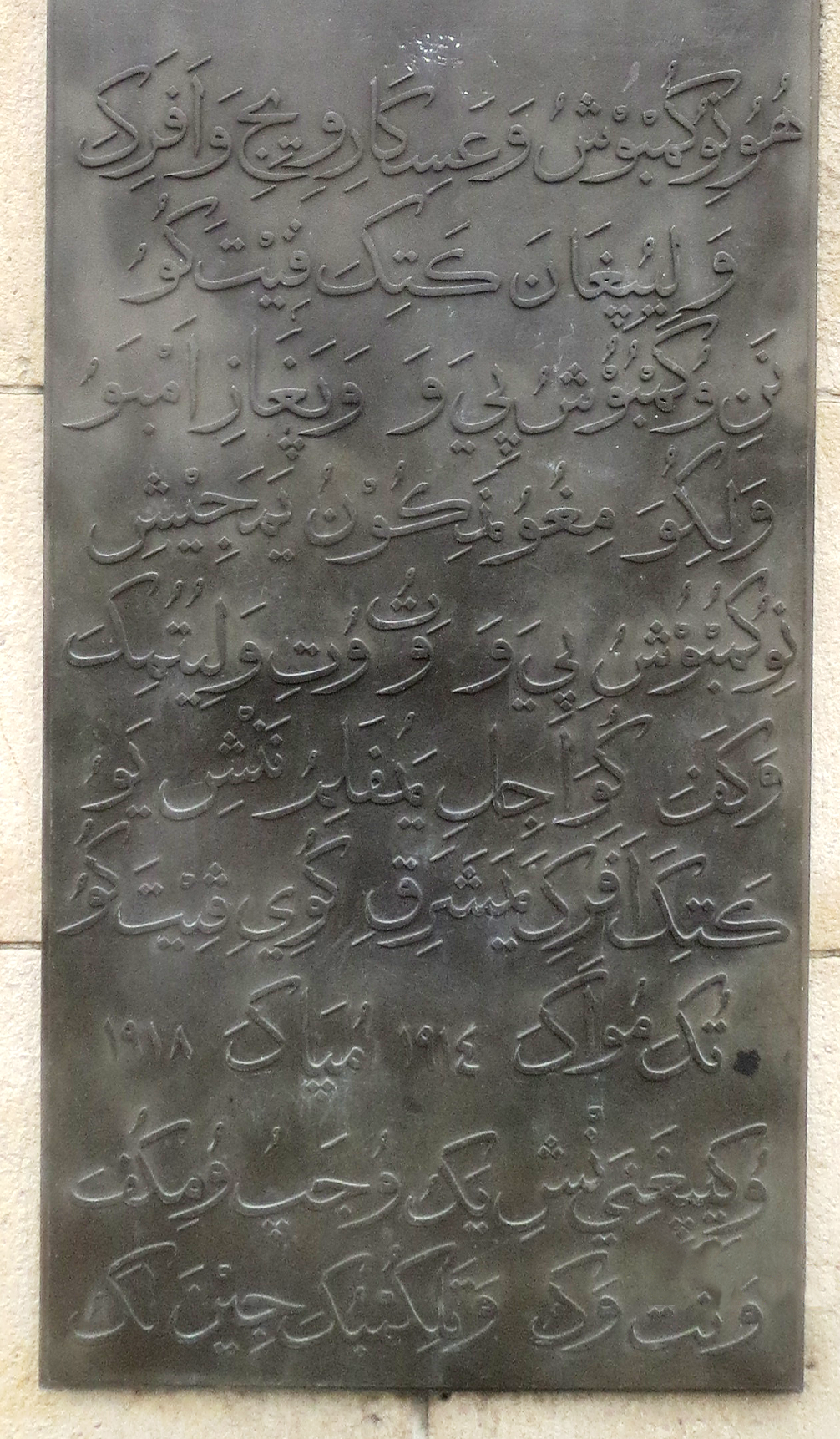
Texte swahili écrit avec l’alphabet arabe sur le Monument aux askaris.

L’alphabet arabe swahili est une adaptation de l’alphabet arabe utilisée pour écrire le swahili du XIe au XXe siècle.
Cet alphabet est aussi utilisé pour écrire le mwani dans les écoles coraniques au Mozambique, ainsi que l’ekoti ou esangaji, ou même le makua ou le yao.

## Histoire
L’alphabet arabe semble avoir été utilisé pour écrire le swahili au plus tôt au XIe siècle. Les premiers spécimens connu sont des pièces de monnaie et des pierres tombales.
Selon Jan Knappert, le premier ouvrage littéraire swahili, écrit avec l’alphabet arabe, est une traduction du poème arabe Hamziya de 1652. Selon Albert S. Gérard, Utendi wa Tambuka de Mwengo wa Athumani, daté de 1728, est le plus ancien document swahili encore existant, lui aussi écrit avec l’alphabet arabe.

## Alphabet
| Alphabet arabe swahili | Alphabet arabe swahili | Alphabet arabe swahili | Alphabet arabe swahili | Alphabet latin swahili  |
| Finale                 | Médiale                | Initiale               | Isolée                 | Alphabet latin swahili  |
| ---------------------- | ---------------------- | ---------------------- | ---------------------- | ----------------------- |
| ـا                     | ـا                     | ا                      | ا                      | aa                      |
| ـب                     | ـبـ                    | بـ                     | ب                      | b p mb mp bw pw mbw mpw |
| ـت                     | ـتـ                    | تـ                     | ت                      | t nt                    |
| ـث                     | ـثـ                    | ثـ                     | ث                      | th                      |
| ـج                     | ـجـ                    | جـ                     | ج                      | j nj ng ng' ny          |
| ـح                     | ـحـ                    | حـ                     | ح                      | h                       |
| ـخ                     | ـخـ                    | خـ                     | خ                      | kh h                    |
| ـد                     | ـد                     | د                      | د                      | d nd                    |
| ـذ                     | ـذ                     | ذ                      | ذ                      | dh                      |
| ـر                     | ـر                     | ر                      | ر                      | r d nd                  |
| ـز                     | ـز                     | ز                      | ز                      | z nz                    |
| ـس                     | ـسـ                    | سـ                     | س                      | s                       |
| ـش                     | ـشـ                    | شـ                     | ش                      | sh ch                   |
| ـص                     | ـصـ                    | صـ                     | ص                      | s, sw                   |
| ـض                     | ـضـ                    | ضـ                     | ض                      | dhw                     |
| ـط                     | ـطـ                    | طـ                     | ط                      | t tw chw                |
| ـظ                     | ـظـ                    | ظـ                     | ظ                      | z th dh dhw             |
| ـع                     | ـعـ                    | عـ                     | ع                      | ng ng'                  |
| ـغ                     | ـغـ                    | غـ                     | غ                      | gh g ng ng'             |
| ـف                     | ـفـ                    | فـ                     | ف                      | f fy v vy mv p          |
| ـق                     | ـقـ                    | قـ                     | ق                      | k g ng ch sh ny         |
| ـك                     | ـكـ                    | كـ                     | ك                      | k g ng ch sh ny         |
| ـل                     | ـلـ                    | لـ                     | ل                      | l                       |
| ـم                     | ـمـ                    | مـ                     | م                      | m                       |
| ـن                     | ـنـ                    | نـ                     | ن                      | n                       |
| ـه                     | ـهـ                    | هـ                     | ه                      | h                       |
| ـو                     | ـو                     | و                      | و                      | w                       |
| ـي                     | ـيـ                    | يـ                     | ي                      | y ny                    |

L’orthographe arabe swahili n’ayant jamais été standardisé, des signes diacritiques ou lettres additionnelles distinguant les sons propres au swahili ont été utilisées par certains auteurs ou copieurs. Par exemple les diacritiques pour les voyelles /e/ et /o/, les lettres pour la consonne sourde /p/ et pour la consonne voisée /v/, ou encore pour les consonnes prénasalisés /mb/ et /nd/.

## Exemples
| Alphabet latin swahili | Ms. 351 (1892) | Ms. 352 (1911) | Ms. 182 (c. 1963) |
| ---------------------- | -------------- | -------------- | ----------------- |
| Mwando wangu nakutubu; | مَنْدُ وَغُ کُکُتُبُ    | مَدُ وَاَغُ کُکُتُبُ    | مْوَنْدُ وَنْڠُ نَکُتُبُ     |
| Jina la Mola Wahabu;   | اِيْنَ لَمُلَ وَ هَابُ  | اِنَ لَمُلَى وَ هَبُ   | اِنَ لَ مُولَ وَ هَّابُ    |
| Hadithi ya Yaaqubu;    | حَدِثِ يَا يَعَقُبُ    | هَدِيْثِ يَا يَعَۊبُ   | حَدِيْثِ يَ يَعْقُوْبُ      |
| Nimependa kuwambiya.   | نِمِپِدَ کُوَمْبِيَا    | نِمِبِدَ کُوَمْبِيَا    | نِمِپِنْدَ کُوَمْبِيَ       |